# Книга знати и усовершенствованных гербов
«Кни́га зна́ти и усоверше́нствованных гербо́в католи́ческих короле́й и представи́телей родосло́вных короле́вств и владе́ний Португа́лии» (порт. Livro da Nobreza e Perfeiçam das Armas dos Reis Christãos e Nobres Linhagens dos Reinos e Senhorios de Portugal) — португальский гербовник в виде иллюминированной рукописи, составленной Антониу Годинью (António Godinho) на протяжении 1521—1541 годов. Итоговый классический труд по геральдике королевства Португалия эпохи Возрождения, созданный при правлении короля Жуана III.

## Описание
Манускрипт MS 164 хранится в Национальном архиве Торре ду Томбу, поэтому по месту хранения иногда именуется как «Книга Торре ду Томбу» (Livro da Torre do Tombo). Рукопись содержит 63 листа пергамента размером 430 x 320 mm., 42 из которых пронумерованы. С первого пронумерованного листа начинается содержание книги, за которым следует титульный лист и пролог с посвящением Жуану III. 

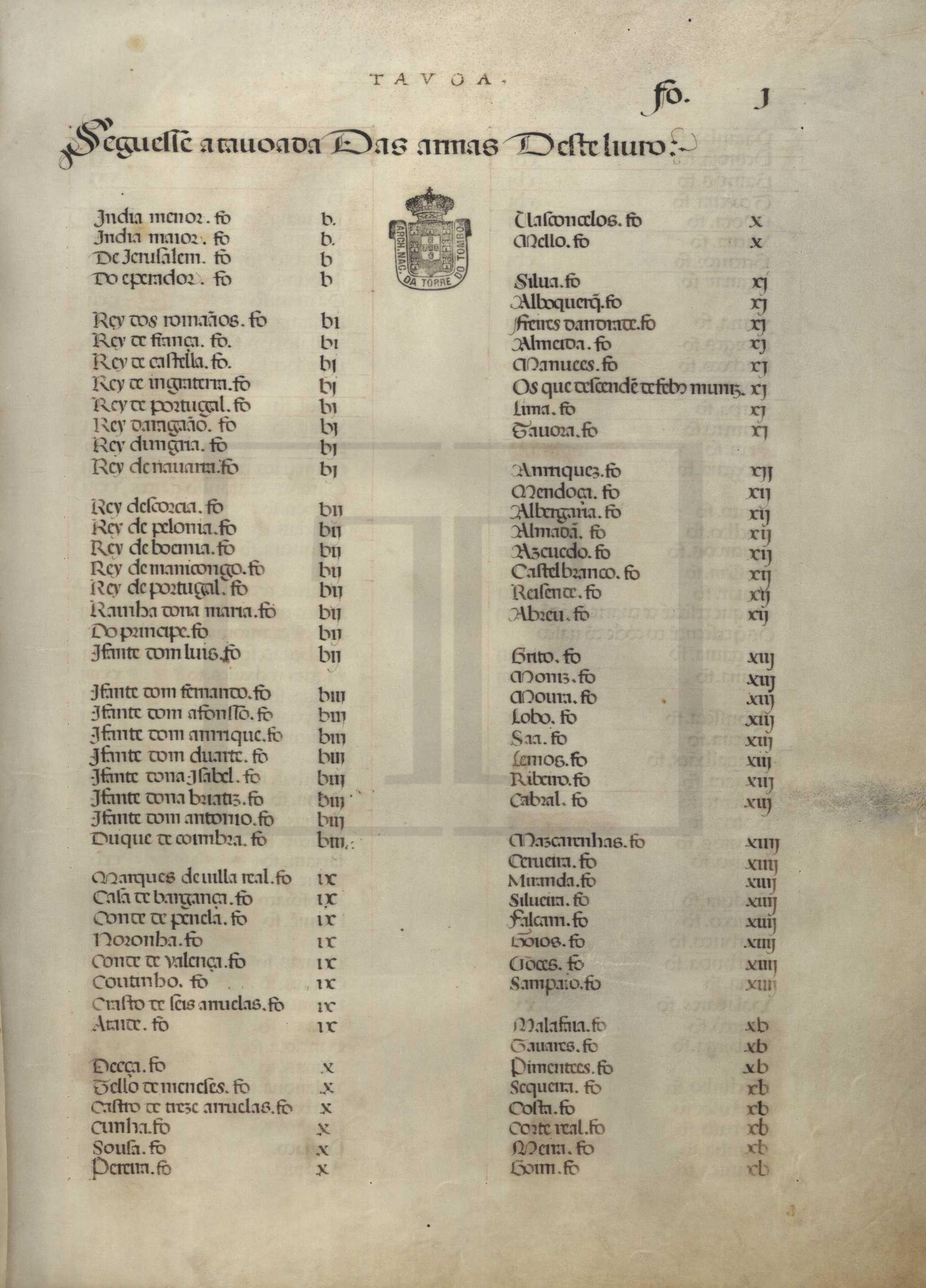
Лист 1r. Первый лист содержания армориала

На первых листах представлены гербы европейских монархов и короля Маниконго. Африканский король принял христианство и получил герб от португальского короля, вассалом которого он считался. Именно поэтому в заглавии книги фигурируют «королевства Португалии». На следующих листах изображены миниатюры с гербами членов семейства короля Мануэла I, которые также расположены в центре потолка гербового зала Национального дворца в Синтре, и герб Жорже де Ленкаштре, побочного сына короля Жуана II. Остальные листы вместили 135 миниатюр с изображениями гербов знатных родов. На последнем заполненном листе манускрипта (f. XLIIr) расположены последние три герба армориала, следующие листы книги остались чистыми.
Предполагается, что начало работы над гербовником было положено 13 декабря 1321 годе ещё при жизни Мануэла I. Основную работу над книгой проделал Антониу Годинью, секретарь короля Жуана III, основываясь на армориалах предшественников, точнее — «Книги главного оружейника». Его главная задача заключалась в исправлении допущенных в «Большой книге» ошибок и добавления нашлемников к щитам на гербах. Анселму Браанкамп Фрейре (Anselmo Braamcamp Freire) широко использовал данный труд при составлении фундаментального трёхтомного исследования о геральдике Гербового зала дворца в Синтре.

## Содержание
- Лист 6
  - f. VI r — король римлян (Rei dos Romanos), король Франции (Rei de França), король Кастилии (Rei de Castela), король Англии (Rei de Inglaterra)
  - f. VI v — король Португалии (Rei de Portugal), король Арагона (Rei de Aragão), король Венгрии (Rei da Hungria), король Наварры (Rei de Navarra)
- Лист 7
  - f. VII r — король Шотландии (Rei da Escócia), король Польши (Rei da Polónia), король Богемии (Rei da Boémia), король Маниконго (Rei de Manicongo)
  - f. VII v — король Португалии (Rei de Portugal), королева Мария (Rainha D. Maria), наследный принц, будущий король Жуан III (Príncipe; o futuro rei D. João III), инфант Луиш (Infante D. Luís)
- Лист 8 — дети короля Мануэла I
  - f. VIII r — инфант Фернанду (Infante D. Fernando), инфант Афонсу (Infante D. Afonso), инфант Энрике (Infante D. Henrique; o futuro Cardeal-rei D. Henrique), инфант Дуарте (Infante D. Duarte)
  - f. VIII v — инфанта Изабел (Infanta D. Isabel, rainha de Castela e imperatriz da Alemanha), инфанта Беатриш (Infanta D. Beatriz), инфант Антониу (Infante D. António), Жорже, герцог де Коимбра, незаконнорожденный сын Жуана II (Duque de Coimbra; o bastardo D. Jorge de Lencastre)
- Лист 9 — с данного листа начинаются гербы знати
  - f. IX r — маркиз де Вила Реал (Marquês de Vila Real), дом Браганса (Casa de Bragança), граф де Пенела (Conde de Penela), Норонья (Noronha)
  - f. IX v — граф де Валенса (Conde de Valença), Коутинью (Coutinho), Каштру с 6 безантами (Castro de seis arruelas), Атаи́де (Ataíde)
- Лист 10
  - f. X r — Эса (Eça), Менезеш (Meneses), Каштру с 13 кружками (Castro de treze arruelas), Кунья (Cunha)
  - f. X v — Соуза (Sousa), Перейра (Pereira), Вашконселуш (Vasconcelos), Мелу (Melo)

- Лист 11

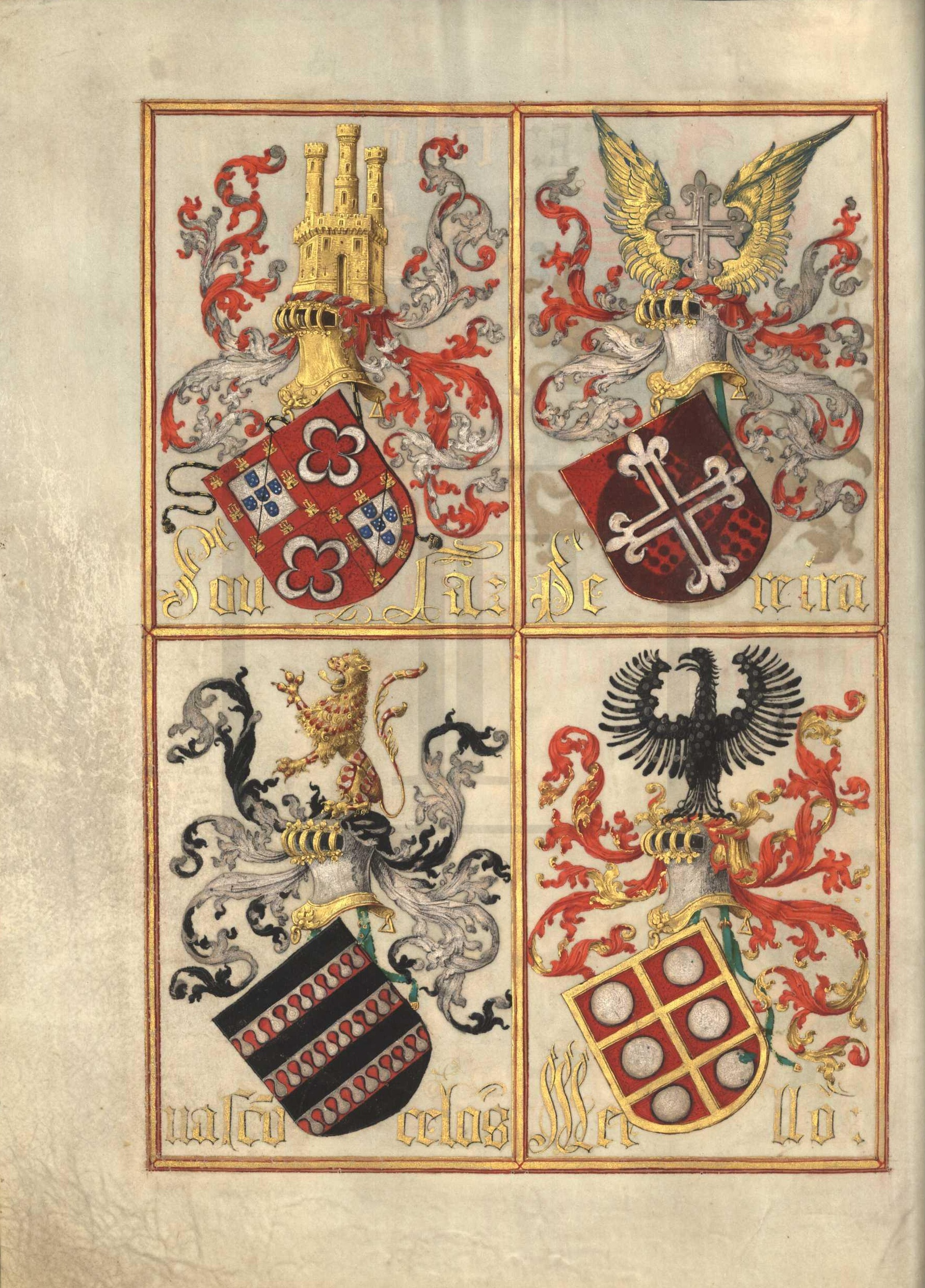
Лист 10v. Гербы родов Соуза, Перрейра, Вашконселуш и Мелу

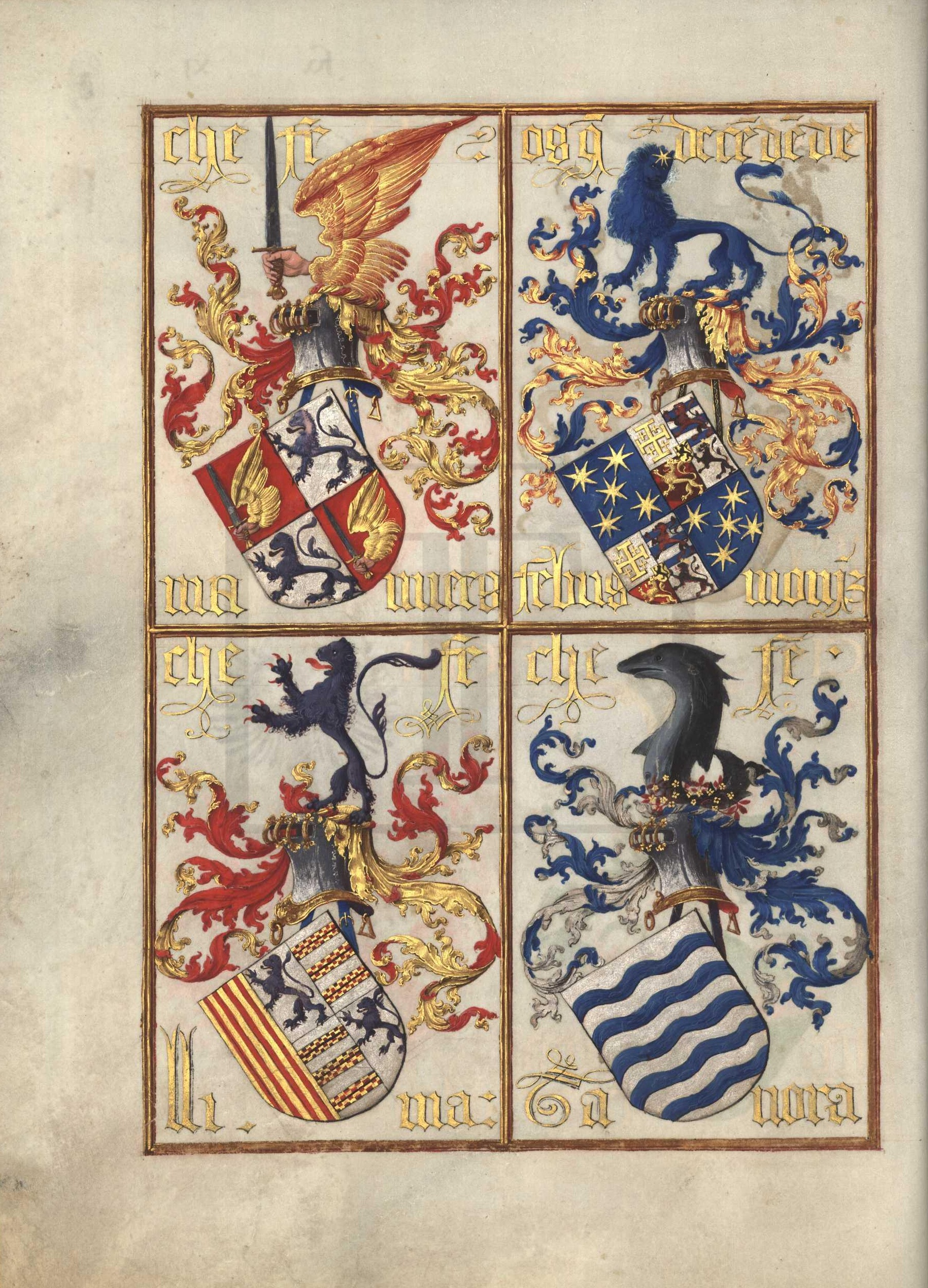
Лист 11v. Гербы родов Мануэл, Мониш де Лузигнан, Лима и Та́вора

  - f. XI r — Силва (Silva), Албукерке (Albuquerque), Фрейре де Андраде (Freire de Andrade), Алмейда (Almeida)
  - f. XI v — Мануэл (Manuel), Мониш де Лузигнан (Moniz de Lusignan Лузиньян?), Лима (Lima), Та́вора (Távora)
- Лист 12
  - f. XII r — Энрикеш (Henriques), Мендонса (Mendoça), Албергария (Albergaria), Алмада (Almada)
  - f. XII v — Азеведу (Azevedo), Каштелу Бранку (Castelo-Branco), Байян Резенде (Baião Resende), Абреу (Abreu)

- Лист 13

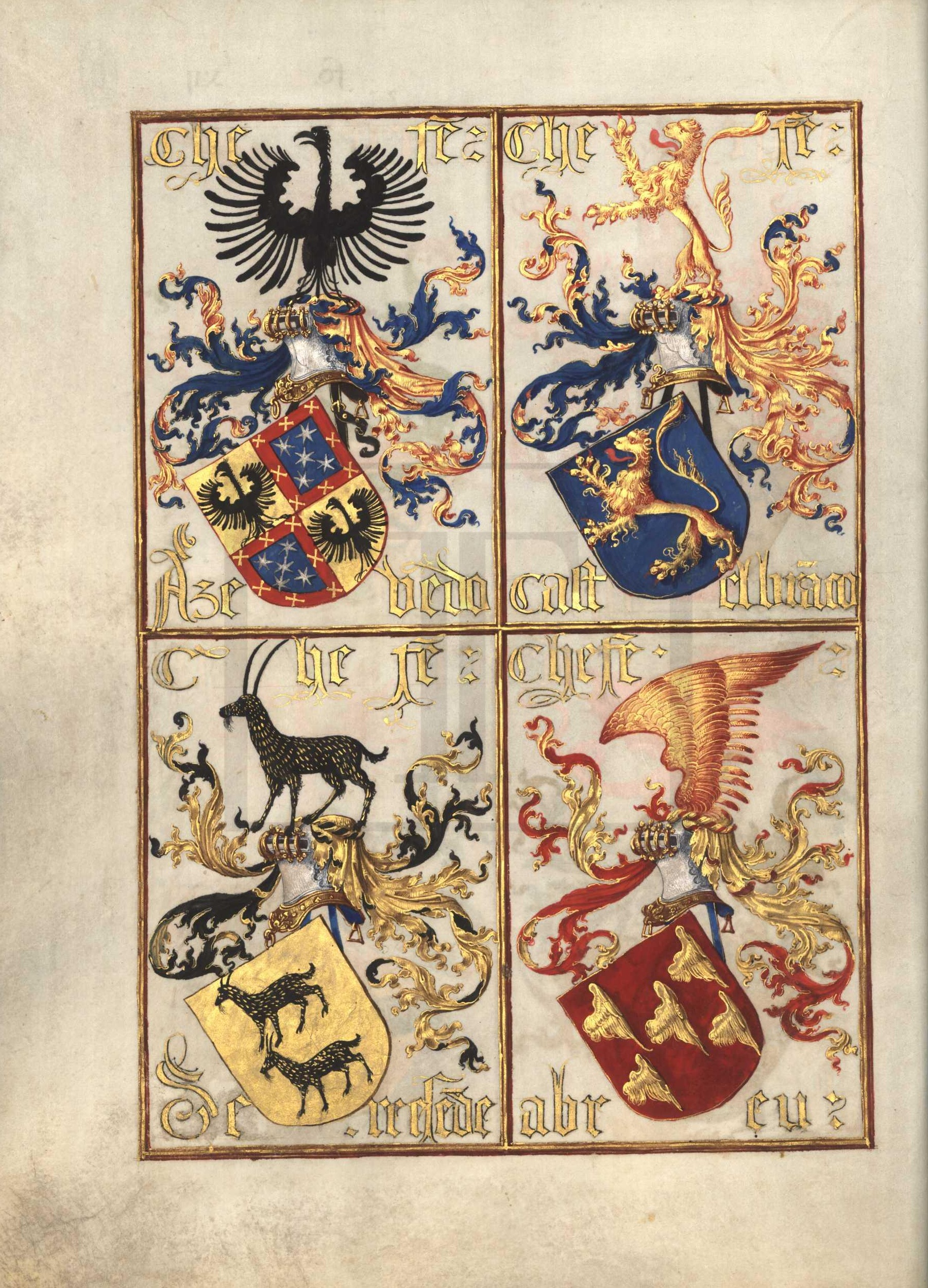
Лист 12v. Гербы родов Азеведу, Каштелу Бранку, Байян Резенде и Абреу

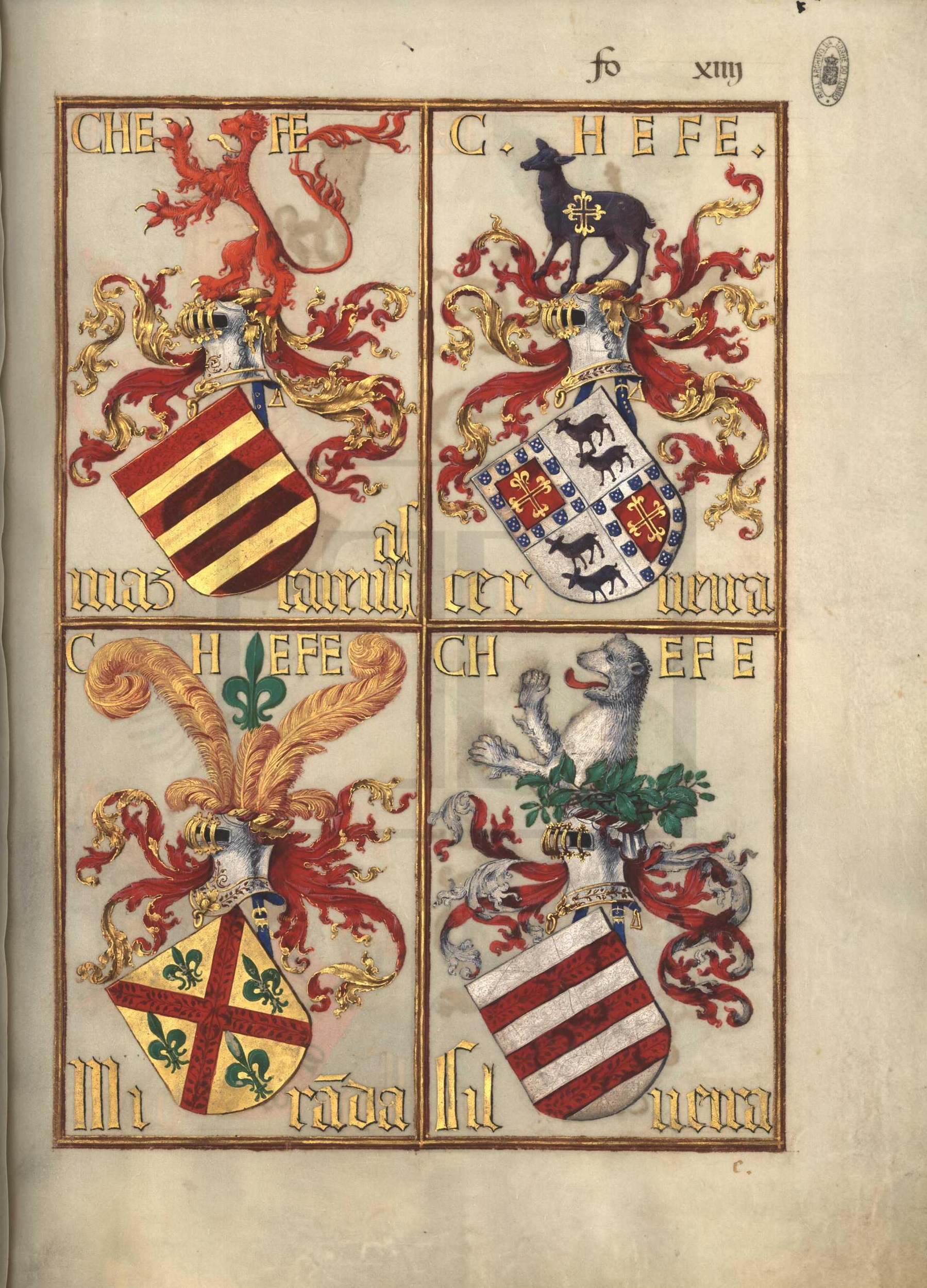
Лист 14r. Гербы родов Машкареньяш, Сервейра, Миранда и Силвейра

  - f. XIII r — Бриту (Brito), Мониш (Moniz), Моура (Moura), Лобу (Lobo)
  - f. XIII v — Са (Sá), Лемуш (Lemos), Рибейру (Ribeiro), Кабрал (Cabral)
- Лист 14
  - f. XIV r — Машкареньяш (Mascarenhas), Сервейра (Cerveira), Миранда (Miranda), Силвейра (Silveira)
  - f. XIV v — Фалкан (Falcão), Го́йюш (Góios), Гойш (Góis), Сампайю (Sampaio)
- Лист 15
  - f. XV r — Малафайя (Malafaia), Тавареш (Tavares), Пиментел (Pimentel), Секейра (Sequeira)
  - f. XV v — Кошта (Costa), Корте Реал (Corte-Real), Мейра (Meira), Боин (Boim)
- Лист 16
  - f. XVI r — Пассанья (Passanha), Педроза (Pedrosa), Байруш (Bairros), Тейшейра (Teixeira)
  - f. XVI v — Мота (Mota), Виейра (Vieira), Бетанкур (Bethancourt), Агийяр (Aguiar)

- Лист 17

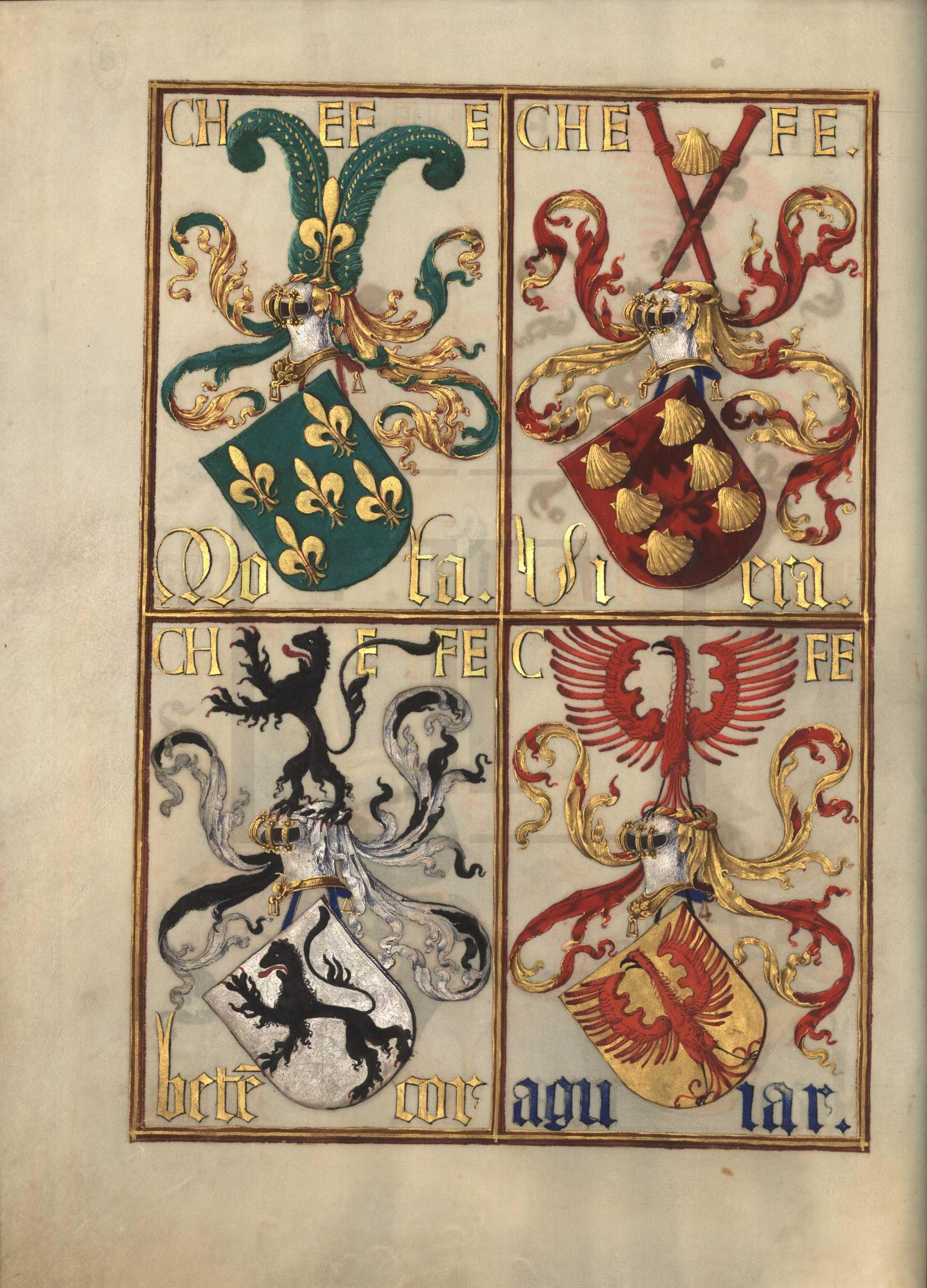
Лист 16v. Гербы родов Мота, Виейра, Бетанкур и Агийяр

  - f. XVII r — Фария (Faria), Боржеш (Borges), Пашеку (Pacheco), Соуту Майор (Souto Maior)
  - f. XVII v — Серпа (Serpa), Баррету (Barreto), Арка (Arca), Ногейра (Nogueira)
- Лист 18
  - f. XVIII r — Пинту (Pinto), Коэлью (Coelho), Кейро́ш (Queirós), Сен (Sem)
  - f. XVIII v — Агилар (Aguilar), потомки Дуарте Брандана (Os que descendem de Duarte Brandão), потомки Васко да Гамы (Os que descendem do conde D. Vasco da Gama, Гама (Gama)

- Лист 19

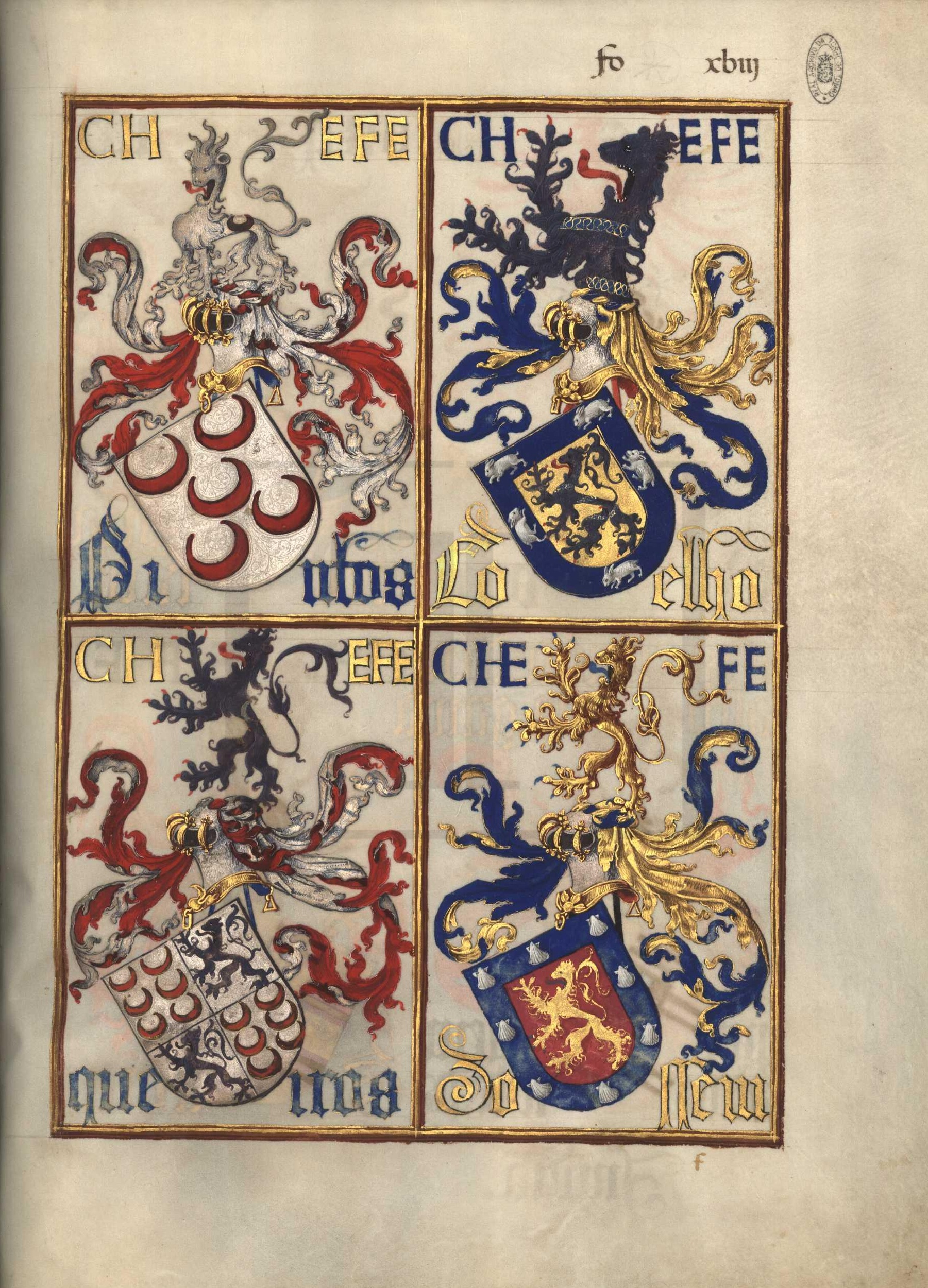
Лист 18r. Гербы родов Пинту, Коэлью, Кейро́ш и Сен

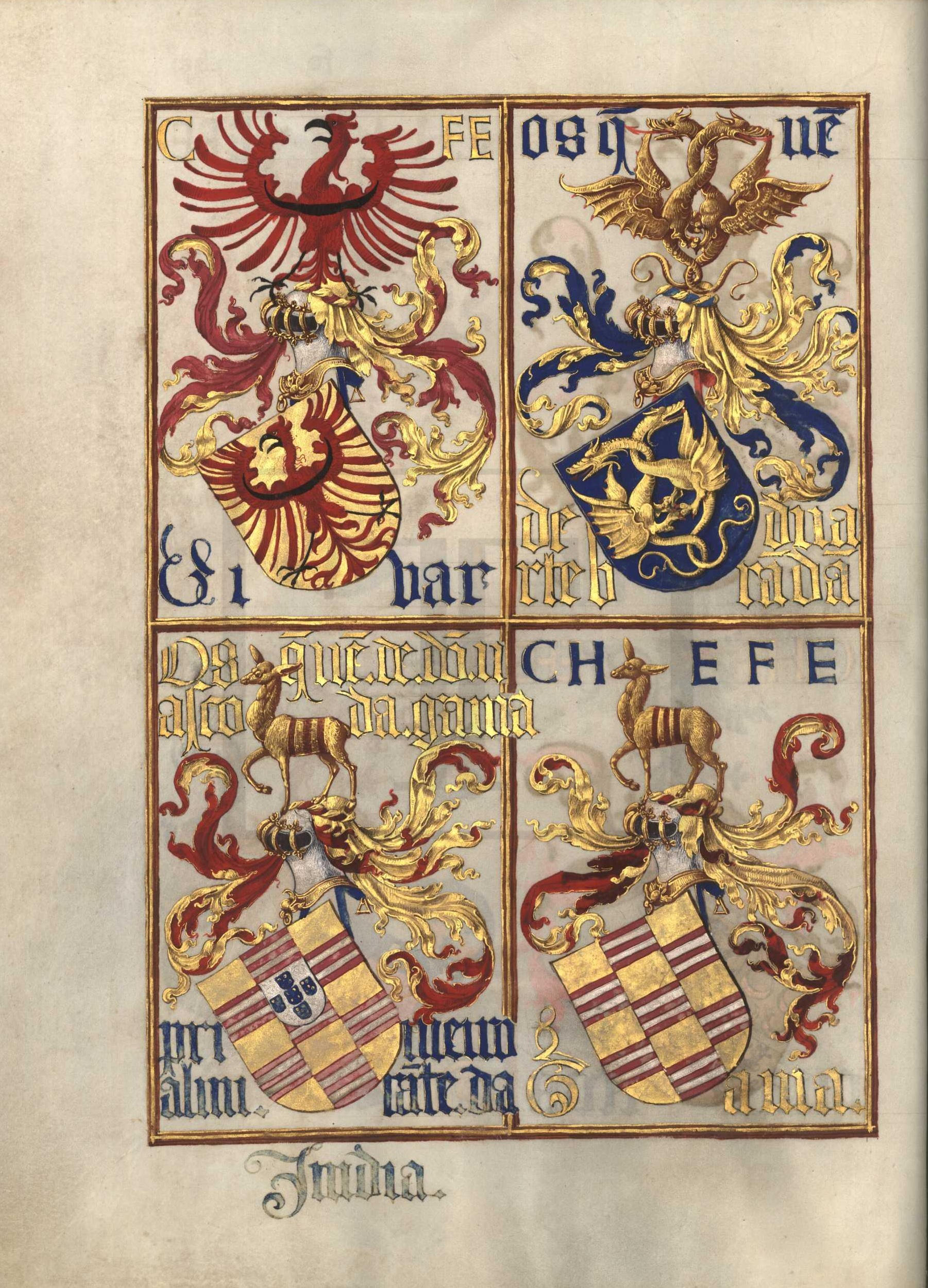
Лист 18v. Гербы родов Агилар, потомки Дуарте Брандана, потомки Васко да Гамы и Гама

  - f. XIX r — Фонсека (Fonseca), Феррейра (Ferreira), Магальяйнш (Magalhães), Фогаса (Fogaça)
  - f. XIX v — Валенте (Valente), Ботуш (Botos), Лобату (Lobato), Горизу (Gorizo)
- Лист 20
  - f. XX r — Калдейра (Caldeira), Тиноку (Tinoco), Барбуду (Barbudo), Барбуда (Barbuda)
  - f. XX v — Бежа (Beja), Валадареш (Valadares), Ларзеду (Larzedo), Но́брега (Nóbrega)
- Лист 21
  - f. XXI r — Годинью (Godinho), Барбозу (Barboso), Барбату (Barbato), Аранья (Aranha)
  - f. XXI v — Гоувейя (Gouveia), Алка́сова (Alcáçova), Вогаду (Vogado), Жа́коме (Jácome)
- Лист 22
  - f. XXII r — Майя (Maia), Серран (Serrão), Педрозу (Pedroso), Мешиаш (Mexias)
  - f. XXII v — Гран (Grã), Пештана (Pestana), Вилалобуш (Vilalobos), Ботильер (Botilher)
- Лист 23
  - f. XXIII r — Абул (Abul), Шира (Xira), Пина (Pina), Гимарайнш от Перу Лоуренсу (Guimarães, de Pêro Lourenço)
  - f. XXIII v — Гарсе́ш от Афонсу Гарсе́ш (Garcês, de Afonso Garcês), Матуш (Matos), Орнелаш (Ornelas), Серкейра (Cerqueira)
- Лист 24
  - f. XXIV r — Улвейра от Домингуша Анеша (Ulveira, de Domingos Anes), Леме от Марти́на Леме (Leme, de Martim Leme), Леме от Антониу Леме (Leme, de António Leme), Вильегаш (Vilhegas)
  - f. XXIV v — Фигейра де Шавеш (Figueira de Chaves), Вейга (Veiga), Пау (Pau), Тавейра (Taveira)
- Лист 25
  - f. XXV r — Азиньял (Azinhal), Паин (Paim), Порраш (Porras), Вивейру (Viveiro)
  - f. XXV v — Фарзан (Farzão), Тейве (Teive), Алкофораду (Alcoforado), Омен (Homem)
- Лист 26
  - f. XXVI r — Анташ (Antas), Годи́н (Godim), Баррадаш (Barradas), Лейтан (Leitã)
  - f. XXVI v — Барежола (Barejola), Минаш (Minas), Виланова (Vilanova), Барба (Barba)

- Лист 27

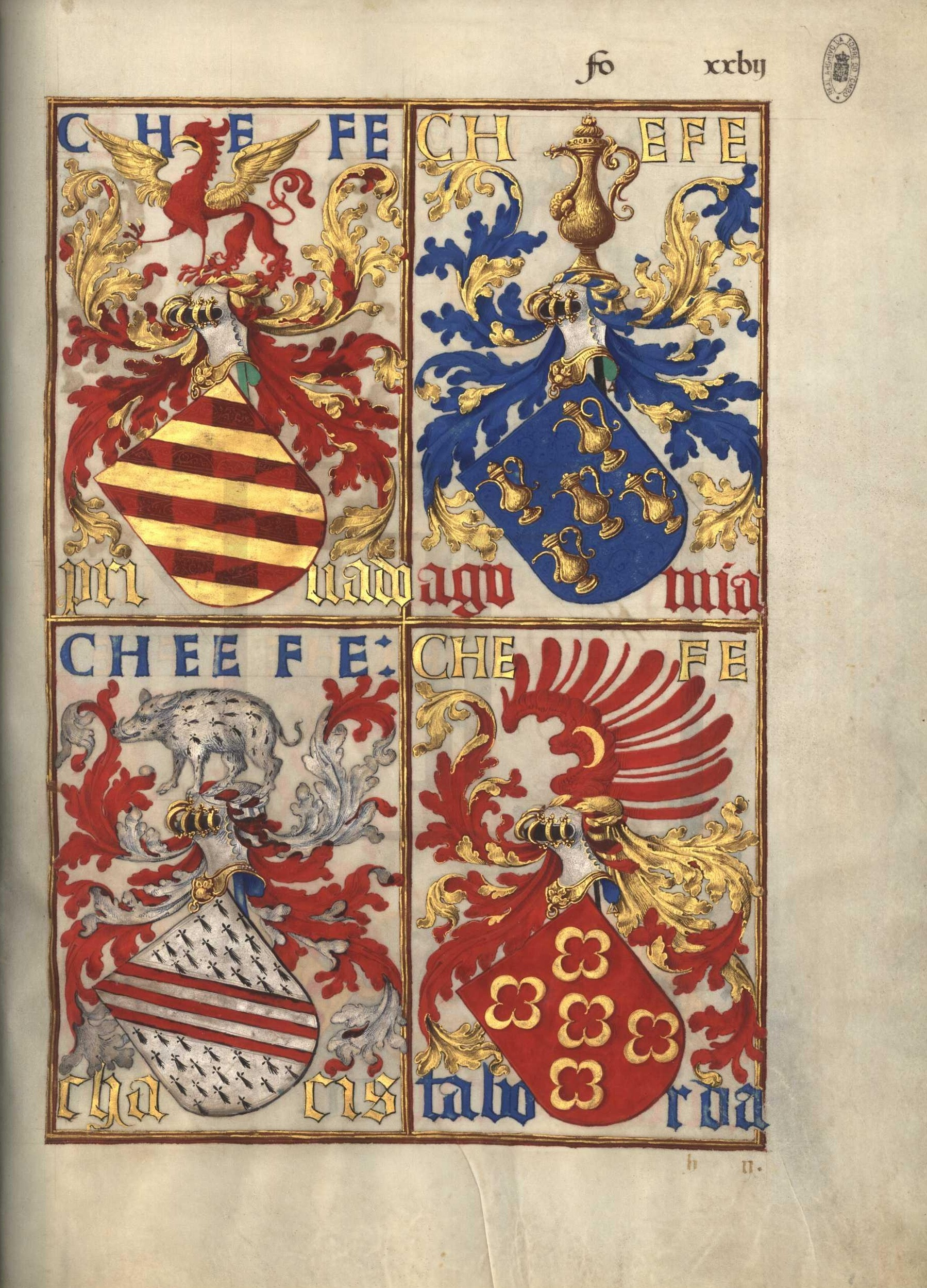
Лист 27r. Гербы родов Приваду, Гомиде, Шасин и Таборда

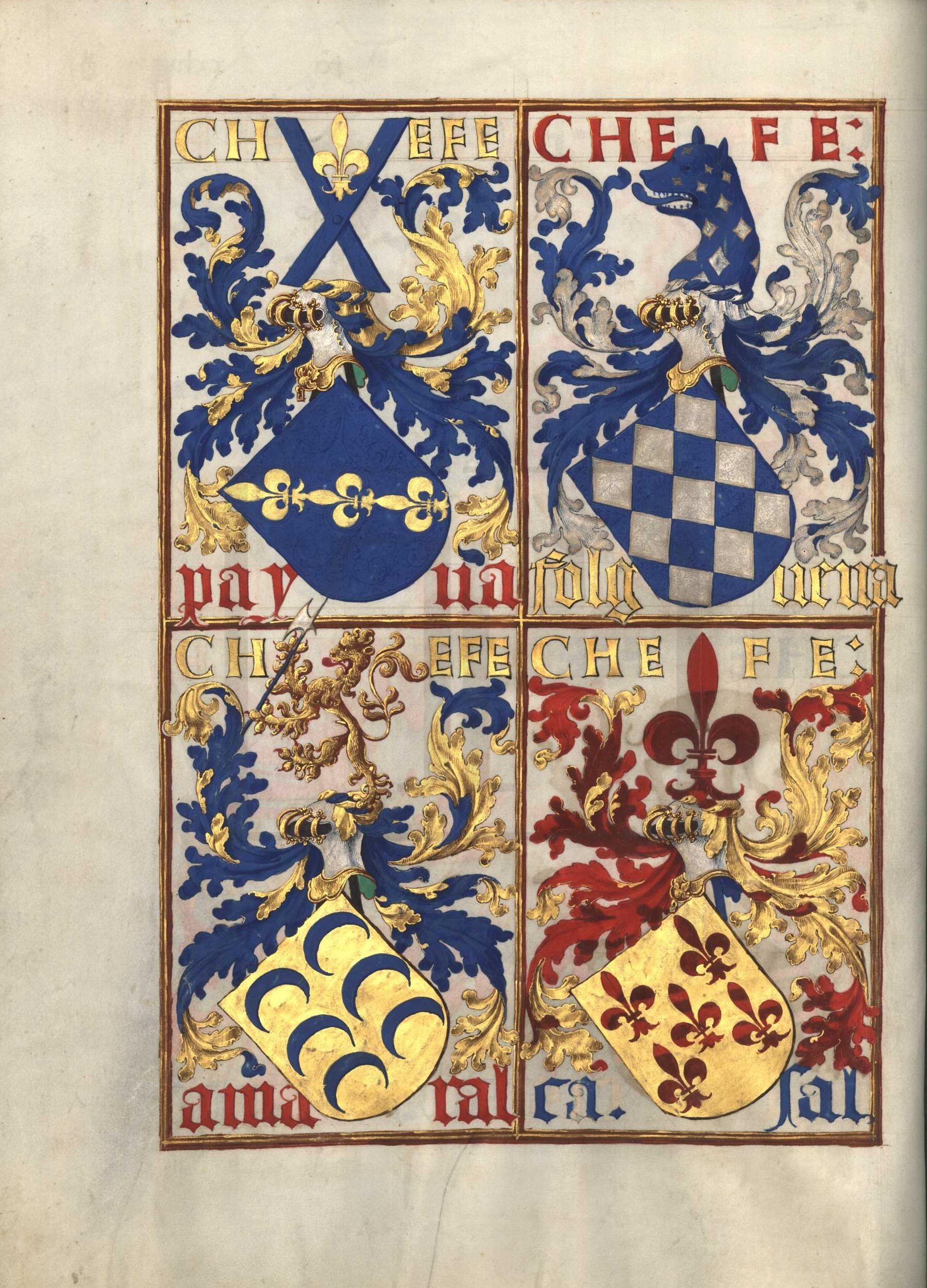
Лист 27v. Гербы родов Пайва, Фелейра, Амарал и Казал

  - f. XXVII r — Приваду (Privado), Гомиде (Gomide), Шасин (Chacim), Таборда (Taborda)
  - f. XXVII v — Пайва (Paiva), Фелгейра (Felgueira), Амарал (Amaral), Казал (Casal)
- Лист 28
  - f. XXVIII r — Велью (Velho), Лорделу (Lordelo), Пейшоту (Peixoto), Новайш (Novais)
  - f. XXVIII v — Вале (Vale), Баррозу (Barroso), Улвейра (Ulveira), Каррегейру (Carregueiro)
- Лист 29
  - f. XXIX r — Гарсе́ш от Жуана Гарсе́ш (Garcês, de João Garcês), Бандейра (Bandeira), Калса (Calça), Ребелу (Rebelo)
  - f. XXIX v — Портокаррейру (Portocarreiro), Азамбужа (Azambuja), потомки Пайю Родригеша (Os que descendem de Paio Rodrigues), Метелу (Metelo)
- Лист 30
  - f. XXX r — Коррейя (Correia), Ботелью (Botelho), Барбеду (Barbedo), Фрейташ (Freitas)
  - f. XXX v — Карвалью (Carvalho), Негру (Negro), Пиньейру де Андраде (Pinheiro de Andrade), Пиньейру (Pinheiro)
- Лист 31
  - f. XXXI r — Кампуш (Campos), Албернаш (Albernaz), Кардозу (Cardoso), Пердиган (Perdigão)
  - f. XXXI v — Алпоин (Alpoim), Виньял (Vinhal), Карвальял (Carvalhal), Магальяйнш (Magalhães)
- Лист 32
  - f. XXXII r — Менажен (Menagem), Маракоте (Maracote), Фройш (Fróis), Лобейра (Lobeira)
  - f. XXXII v — Фриелаш (Frielas), Фузейру (Fuseiro), Морайш (Morais), Унья (Unha)
- Лист 33
  - f. XXXIII r — Алмаш (Almas), Рефо́йюш (Refóios), Барбанса (Barbança), Морейра (Moreira)
  - f. XXXIII v — Коэлью от Николау Коэлью (Coelho, de Nicolau Coelho) Тейве (Teive), Кордовил (Cordovil), Ботету (Boteto)

- Лист 34

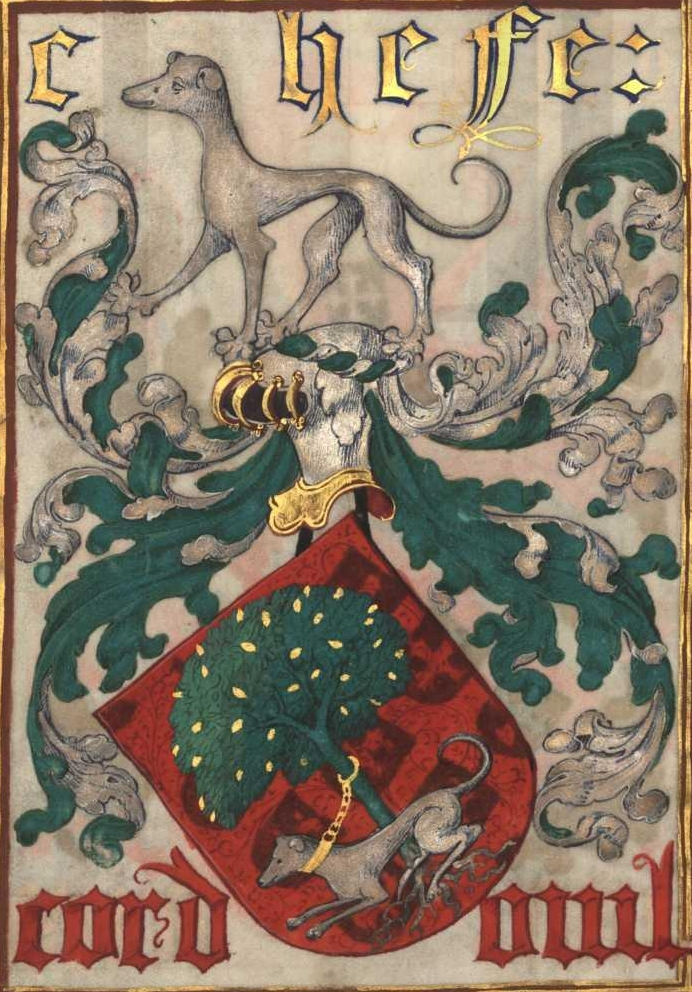
Герб семейства Кордовил

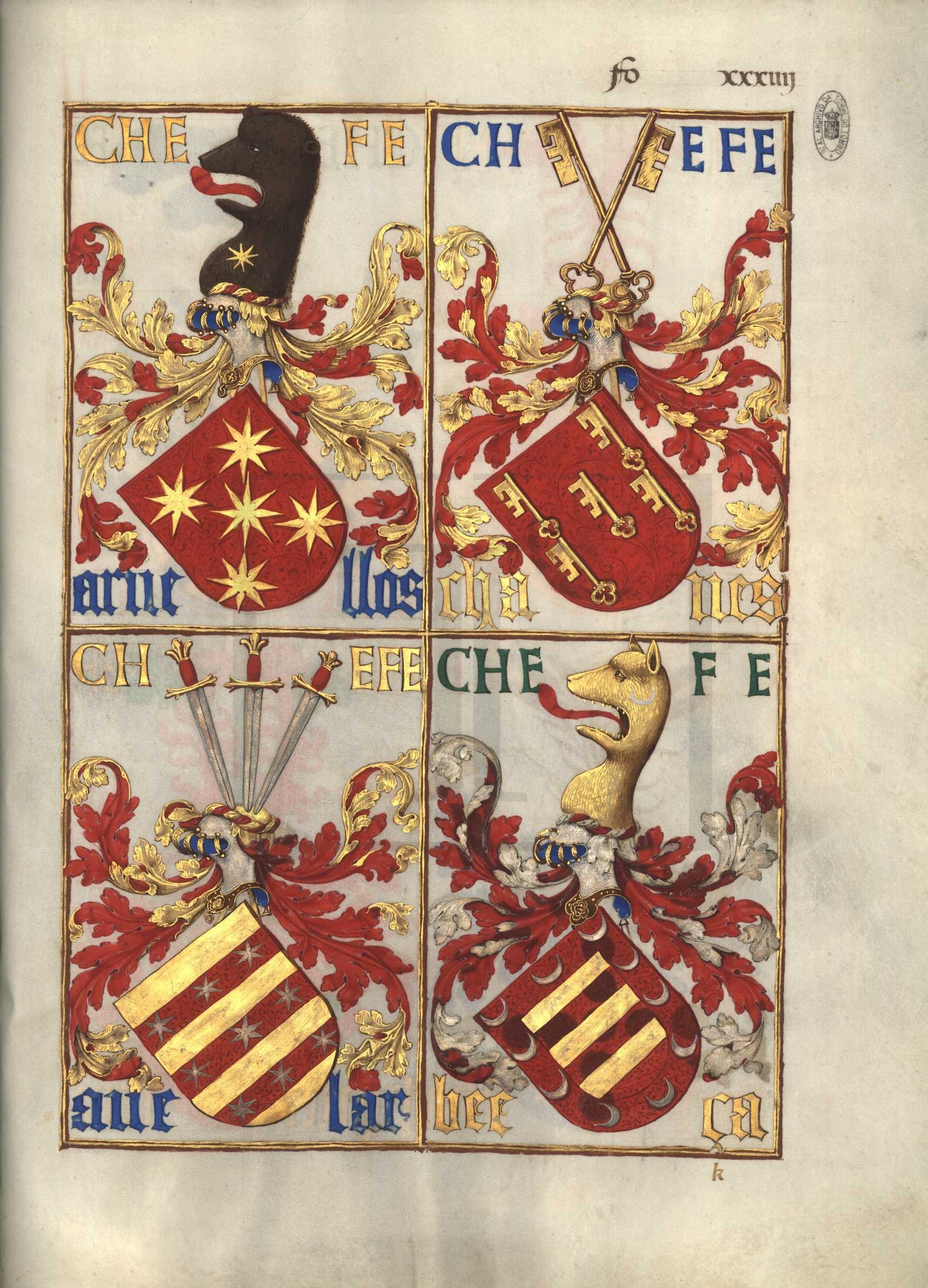
Лист 34r. Гербы родов Алвелуш, Шавеш, Авелар и Беса

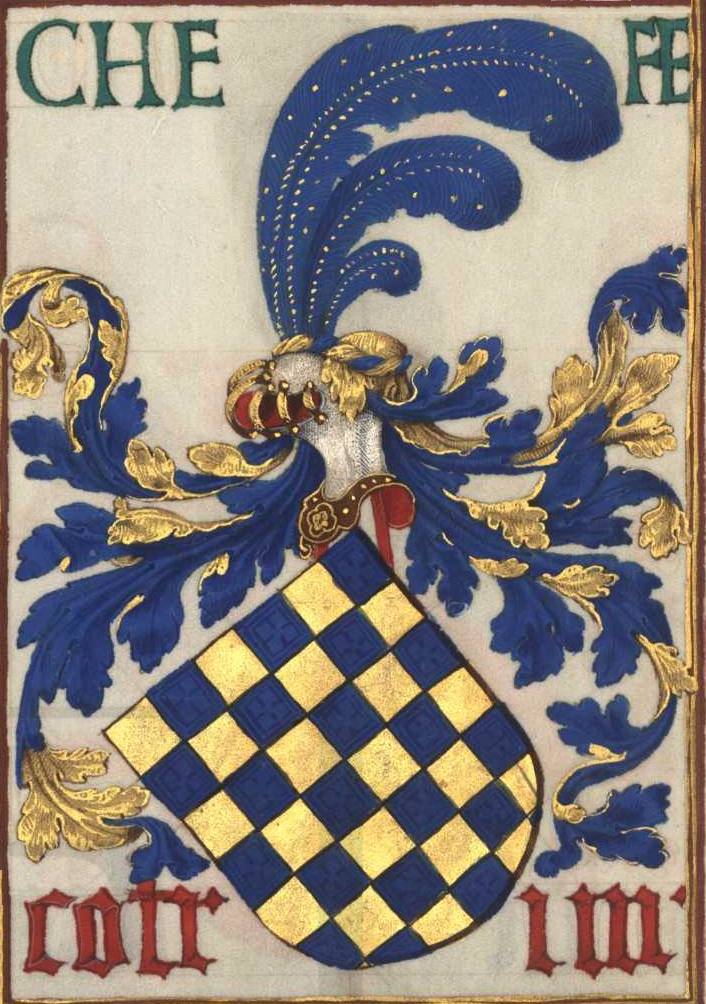
Герб семейства Котрин

  - f. XXXIV r — Алвелуш (Alvelos), Шавеш (Chaves), Авелар (Avelar), Беса (Beça)
  - f. XXXIV v — Монтарройю (Montarroio), Котрин (Cotrim), Фаринья (Farinha), Фигейреду (Figueiredo)
- Лист 35
  - f. XXXV r — Оливейра (Oliveira), Каррейру (Carreiro), Когоминью (Cogominho), Брандан (Brandão)
  - f. XXXV v — Содре́ (Sodré), Машаду (Machado), Сардинья (Sardinha), Гедеш (Guedes)
- Лист 36
  - f. XXXVI r — Лобия (Lobia), Франка (Franca (sic)), Крамашу (Gramaxo), Каштаньеда (Castanheda)
  - f. XXXVI v — Тригейруш (Trigueiros), Баррозу (Barroso), Ревалду (Revaldo), Оутиш (Outis)
- Лист 37
  - f. XXXVII r — Салданья (Saldanha), Бульян (Bulhão), Ларзеду (Larzedo), Травасуш (Travaços)
  - f. XXXVII v — Лей (Lei, произносится как «лэй»), Кинтал (Quintal), Канту (Canto), Лагарту (Lagarto)
- Лист 38
  - f. XXXVIII r — Пикансу (Picanço), Фейжо́ (Feijó), Корреан (Correão), Роша (Rocha)
  - f. XXXVIII v — Регу (Rego), Гальярду (Galhardo), Драгу (Drago), Корвашу (Corvacho)
- Лист 39
  - f. XXXIX r — Камелу (Camelo, произносится как «камэлу»), Тоуринью (Tourinho), Кан от Диогу Кана (Cão, de Diogo Cão), Лансойнш (Lanções)
  - f. XXXIX v — Арави́я (Aravia), Монтейру (Monteiro), Гавиан (Gavião), Каррилью (Carrilho)
- Лист 40
  - f. XL r — Серниже (Sernige), Барруш (Barros), Арку (Arco), Фагундеш (Fagundes)
  - f. XL v — Гамбоа (Gamboa), Прежну (Presno), Нету (Neto произносится как «нэту»), Соверин (Severim)
- Лист 41
  - f. XLI r — Эжмералду (Esmeraldo), Ка́мара де Лобуш (Câmara de Lobos), Санде (Sande), Лейтан от Криштована Лейтана (Leitão, de Cristóvão Leitão)
  - f. XLI v — Маседу (Macedo), Кабрал от Жорже Диаша Кабрала (Cabral, de Jorge Dias Cabral), Перештрелу (Perestrelo), Мешкита (Mesquita)
- Лист 42 (f. XLII r) — Рибафрия (Ribafria), Фафе (Fafe), Байян (Baião).

## Издания
- Godinho A. Livro da Nobreza e Perfeiçam das Armas dos Reis Christãos e Nobres Linhagens dos Reinos e Senhorios de Portugal :  [порт.] / António Godinho. — MS 164. — Lisboa, 1541. — [63 f.] p.
- Godinho A. Livro da Nobreza e Perfeiçam das Armas dos Reis Christãos e Nobres Linhagens dos Reinos e Senhorios de Portugal :  [порт.] / António Godinho / introd., notas, dir. artística e gráf. de Martim de Alburquerque e João Paulo Abreu Lima. — fac-símile. — Lisboa : Inapa, 1987. — 75, [100] p. — 3000 экз. — ISBN 0043001638470. (англ.)